# 動名詞
動名詞（どうめいし）は、言語学における準動詞の一種で、印欧語で動詞が名詞としての機能を持って使われるようになること。そのため、文中で、主語や目的語になることができる。動詞としての機能もそのまま持っていて、目的語、補語、副詞句を伴うことができ、名詞句を形成する。

## 英語
英語では動詞の原形に -ing を付けて動名詞を作る。現在分詞と同形であるが、起源を異にする。かつては現在分詞は -ende と形の上で区別があったが、発音が似ていることから混同され、同形となった。
動詞の目的語、あるいは慣用表現などにしばしば用いられるが、その文法的性質は一般的にそれに伴う動詞の性質、ないしは前置詞の意味に基づく。他動詞の目的格において明確に動名詞と不定詞が区別されるものがあるのは、動名詞は主に過去、不定詞は未来の事象を示すことによる。
動詞が他の動詞を目的語に取るとき、英語では動名詞のみをとる動詞と不定詞のみをとる動詞とがある。

### 例文
- Trying F1 is so fun. （F1 に挑戦するのはとても楽しい）

### 目的語に動名詞のみをとる動詞の例
不定詞もとるが名詞的用法以外の用法として使われる場合も含む。動名詞の意味上の主語は文の主語と一致しないこともある。
- quit (やめる)
- enjoy (楽しむ)
- practice (練習する)
- escape (逃れる)
- admit (認める)
- deny (否定する)
- avoid (避ける)
- miss (～し損なう)
- mind (気にする)
- discuss (話し合う)
- finish (終える)
- delay (遅らせる)
- consider ((よく)考える)
- suggest (提案する)
- postpone (延期する)
- put off (延ばす)
- give up (諦める)

### 目的語にto 不定詞のみをとる動詞の例
to 不定詞が表す行為が動詞が表す行為より未来に行われるものが多い。to 不定詞の意味上の主語はつねに文の主語と一致する。
- decide (決める)
- want (～したい)
- wish (望む)
- hope (願う)
- would like (～したいです)
- choose (選ぶ)
- plan (計画する)
- promise (約束する)
- agree (同意する)
- afford (余裕がある)
- pretend (ふりをする)
- fail (失敗する)
- refuse (断る)

### 動名詞とto 不定詞で意味が変わる動詞の例
これらの動詞では、動詞が表す行為の時点から見て動名詞は過去の事象、不定詞は未来の事象を示す。
- forget (忘れる)
- remember (思い出す)
- regret (後悔する) (過去の事象は[regret having + 過去分詞]で表すことが多い。

- try (試す)

try to V が「Vしようと試みる、努力する」を意味するのに対し、try Vingは「Vしてみる」の意味を表す。
- stop (止める)

stop to V『〜するために立ち止まる=立ち止まって〜する』
stop Ving 『〜するのを止める』
異なった意味を表す

### 慣用句などの例
- I'm looking forward to meeting you next Sunday at the museum.

（その博物館で次の日曜日お会いできることを楽しみにしています）
※動詞句 look forward to は普通の前置詞であり、動詞の原形でなく名詞句もしくは動名詞を目的語にとる。
- on + 動名詞「～するやいなや」

On arriving at the station, I was looking for him.
= On arrival ..., ....
「駅に着くやいなや彼を探した。」
- in + 動名詞「～するとき」(= when)

これら in と on における意味の相違はそれぞれの前置詞の意味の相違による。
- with a view to + 動名詞「～するために」(= for the purpose of + 動名詞, in order [so as] to 不定詞, in order [so] that 節)

I must study hard with a view to [for the purpose of] getting a high score. （高得点を取るためには、一生懸命勉強しなければならない；目的）
=I must study hard in order [so] that I may get a high score.
=I must study hard in order [so as] to get a high score.
- for fear of + 動名詞「～しないように」(= for fear (that) [lest] 節)
- make a point of + 動名詞「～することにしている」(= make it a rule to 不定詞)
- it goes without saying that ... (= not to mention ..., it is needless to say that ...)「〜は言うまでもなく」

## 英語以外の言語における動名詞
英語では動名詞をジェランド（gerund）と呼ぶ。これはラテン語のゲルンディウム（gerundium）に由来する文法用語である。ゲルンディウムは英語と同じく動名詞と訳されるが、用法は異なる。ラテン語の不定法は主格・対格としてのみ使われるため、斜格または前置詞の目的語としてはかわりにゲルンディウムが使われる。
ラテン語にはゲルンディウムとは別に動形容詞（gerundivum ゲルンディーウム、英語: gerundive）という形があり、こちらは動詞から派生した形容詞であって、しばしば「……されるべき」という意味を表すため、受動未来分詞と呼ばれることもある。形態の上ではゲルンディウムとゲルンディーウムは同形である（ただしゲルンディウムには単数形しかなく、主格もない）。ちなみに gerundium という語は、それ自身 gero（運ぶ、実行する）のゲルンディーウムである gerundus に由来する。
ロマンス諸語にはラテン語のゲルンディーウムに由来する名称を持つ準動詞がある（フランス語のジェロンディフ（gérondif）、イタリア語のジェルンディオ（gerundio）、スペイン語のヘルンディオ（gerundio）など）が、これらは分詞構文などで副詞としてのみ用いられ、名詞として用いることはできない。
ドイツ語には英語の動名詞に相当する準動詞は存在しない。英語の動名詞の -ing に相当する -ung の語尾は存在するが、準動詞でなく単なる名詞を形成する。動詞を、動詞としての働きを残しつつ名詞的に用いる場合は原形不定詞やzu不定詞句などを使う。英語で動名詞と同形となる現在分詞は、ドイツ語にも存在する。

## 関連記事
- 不定詞
- 分詞
- 品詞
- 文法
- 動詞名詞